# Руогоярви
Руогоярви — озеро на территории Луусалмского сельского поселения Калевальского района Республики Карелия.

## Общие сведения
Площадь озера — 1,2 км². Располагается на высоте 181,9 метров над уровнем моря.
Форма озера продолговатая, вытянутая с северо-запада на юго-восток. Берега каменисто-песчаные, местами болотистые.

В юго-восточную оконечность озера втекает безымянный ручей. С запада впадает река Черпайоки. Из северо-западного залива озера вытекает протока, которая, проходя озеро Хойкоярви, втекает в озеро Регоярви, откуда уже вытекает Валазрека.
Населённые пункты близ озера отсутствуют. Ближайший — посёлок городского типа Калевала — расположен в 27 км к югу от озера.
В 1 км от озера проходит автодорога 86К-16 («Тунгозеро — Калевала»).
Код водного объекта в государственном водном реестре — 02020000411102000000346.